# Ignacio Vázquez (calciatore 1997)
Ignacio José Luis Vázquez (Hurlingham, 15 maggio 1997) è un calciatore argentino, difensore del Platense.

## Caratteristiche tecniche
È un difensore centrale.

## Carriera
Vázquez è cresciuto nel settore giovanile dell'All Boys con cui ha debuttato il 5 maggio 2017 nell'incontro di Primera B Nacional perso 2-0 contro il San Martín (T). Due mesi più tardi ha firmato il suo primo contratto professionistico con i bianconeri. Con la retrocessione del club in Primera B Metropolitana al termine della stagione 2017-2018, ha conquistato una maglia da titolare giocando 38 incontri della stagione successiva ottenendo subito la promozione.
L'8 agosto 2019 è stato ceduto in prestito al Belgrano fino al termine della stagione. Il 22 ottobre 2020 ha rinnovato il contratto per altre due stagioni ed è passato in prestito per sei mesi con diritto di riscatto ai cileni del San Luis de Quillota, militanti in seconda divisione. Rientrato in Argentina, il nell'aprile del 2021 è stato ceduto in prestito al Cerro Largo fino a dicembre.
Il 1º gennaio 2022 ha fatto rientro all'All Boys che lo ha confermato in squadra in vista della nuova stagione, dove si è rivelato titolare inamovibile al centro della difesa giocando 35 incontri e segnando 4 reti. Il 19 gennaio 2023 è passato in prestito con diritto di riscatto al Platense, approdando per la prima volta in Primera División. Titolare per tutta la stagione, il 20 ottobre è stato acquistato a titolo definitivo dai Calamares con cui ha firmato un contratto fino al 2026.

## Statistiche

### Presenze e reti nei club
Statistiche aggiornate al 13 luglio 2025.
| Stagione        | Squadra              | Campionato      | Campionato | Campionato | Coppe nazionali | Coppe nazionali | Coppe nazionali | Coppe continentali | Coppe continentali | Coppe continentali | Altre coppe | Altre coppe | Altre coppe | Totale | Totale | Totale |
| Stagione        | Squadra              | Comp            | Pres       | Reti       | Comp            | Pres            | Reti            | Comp               | Pres               | Reti               | Comp        | Pres        | Reti        | Pres   | Reti   |        |
| --------------- | -------------------- | --------------- | ---------- | ---------- | --------------- | --------------- | --------------- | ------------------ | ------------------ | ------------------ | ----------- | ----------- | ----------- | ------ | ------ | ------ |
| 2016-2017       | All Boys             | PBN             | 1          | 0          | CA              | 1               | 0               | -                  | -                  | -                  | -           | -           | -           | 2      | 0      |        |
| 2017-2018       | All Boys             | PBN             | 5          | 0          | CA              | 0               | 0               | -                  | -                  | -                  | -           | -           | -           | 5      | 0      |        |
| 2018-2019       | All Boys             | PBM             | 38         | 4          | CA              | 1               | 0               | -                  | -                  | -                  | -           | -           | -           | 39     | 4      |        |
| 2019-2020       | Belgrano             | PBN             | 14         | 0          | CA              | 0               | 0               | -                  | -                  | -                  | -           | -           | -           | 14     | 0      |        |
| 2020            | San Luis de Quillota | PB              | 13         | 1          | CC              | 0               | 0               | -                  | -                  | -                  | -           | -           | -           | 13     | 1      |        |
| 2021            | Cerro Largo          | PD              | 13         | 1          | -               | -               | -               | -                  | -                  | -                  | -           | -           | -           | 13     | 1      |        |
| 2022            | All Boys             | PBN             | 35         | 4          | CA              | 0               | 0               | -                  | -                  | -                  | -           | -           | -           | 35     | 4      |        |
| Totale All Boys | Totale All Boys      | Totale All Boys | 79         | 8          |                 | 2               | 0               |                    | -                  | -                  |             | -           | -           | 81     | 8      |        |
| 2023            | Platense             | PD              | 22         | 0          | CA+CdL          | 1+17            | 0+1             | -                  | -                  | -                  | -           | -           | -           | 40     | 1      |        |
| 2024            | Platense             | PD              | 24         | 0          | CA+CdL          | 2+13            | 0               |                    | -                  | -                  |             | -           | -           | 39     | 0      |        |
| 2025            | Platense             | PD              | 21         | 1          | CA              | 1               | 0               | -                  | -                  | -                  | -           | -           | -           | 22     | 1      |        |
| Totale Platense | Totale Platense      | Totale Platense | 67         | 1          |                 | 34              | 1               |                    | -                  | -                  |             | -           | -           | 101    | 2      |        |
| Totale carriera | Totale carriera      | Totale carriera | 186        | 11         |                 | 36              | 1               |                    | -                  | -                  |             | -           | -           | 222    | 12     |        |

## Palmarès
- Campionato argentino: 1

Platense: 2025 (Apertura)